# Smittina muliebris
Smittina muliebris är en mossdjursart som beskrevs av Arnold Girard Kluge 1962. Smittina muliebris ingår i släktet Smittina och familjen Smittinidae. Inga underarter finns listade i Catalogue of Life.